# Coupe d'Italie de football 1937-1938
Navigation
Coupe d'Italie 1936-1937 Coupe d'Italie 1938-1939
La Coupe d'Italie de football 1937-1938, est la 5e édition de la Coupe d'Italie.

## Déroulement de la compétition

### Participants

#### Serie A (D1)
Les 16 clubs de Serie A sont engagés en Coupe d'Italie.

#### Serie B (D2)
Les 17 clubs de Serie B sont engagés en Coupe d'Italie.

#### Serie C (D3)
76 des 78 clubs de Serie C sont engagés en Coupe d'Italie.

#### Prima Divisione (D4)
2 clubs de Prima Divisione sont engagés en Coupe d'Italie.

#### Division inconnue
1 club d'une division inconnue est engagé en Coupe d'Italie.

### Calendrier
| Phase              | Tour                  | Dates                                        |
| ------------------ | --------------------- | -------------------------------------------- |
| Phase préliminaire | Tour de qualification | 5 - 12 septembre 1937                        |
| Phase préliminaire | 1er tour              | 12 - 18 - 19 septembre - 5 - 28 octobre 1937 |
| Phase préliminaire | 2e tour               | 31 octobre - 1er novembre 1937               |
| Phase préliminaire | 3e tour               | 4 - 11 novembre 1937                         |
| Phase finale       | 1/16e de finale       | 5 - 8 décembre 1937                          |
| Phase finale       | 1/8e de finale        | 26 - 29 - 30 décembre 1937                   |
| Phase finale       | 1/4 de finale         | 6 janvier - 23 mars 1938                     |
| Phase finale       | 1/2 finales           | 21 - 28 avril 1938                           |
| Phase finale       | Finale                | 1er - 8 mai 1938                             |

## Résultats

### Tour de qualification
| Division             | Club               | Score      | Club                      | Division     |
| -------------------- | ------------------ | ---------- | ------------------------- | ------------ |
| Serie C (D3)         | AS Casale          | 5 - 1      | AC Derthona               | Serie C (D3) |
| Prima Divisione (D4) | USF Catanzarese    | 2 - 0      | DP Catane                 | ?            |
| Serie C (D3)         | SS Civitavecchiese | 1 - 2      | MATER                     | Serie C (D3) |
| Serie C (D3)         | AS Cusiana         | 4 - 2      | SG Gallaratese            | Serie C (D3) |
| Serie C (D3)         | AS Fanfulla        | 1 - 0      | GC Alfa Romeo             | Serie C (D3) |
| Serie C (D3)         | US Fiumana         | 3 - 0      | GSF Giovanni Grion        | Serie C (D3) |
| Serie C (D3)         | US Grosseto        | 3 - 3 a.p. | AC Sienne                 | Serie C (D3) |
| Serie C (D3)         | AS L'Aquila        | 1 - 0 a.p. | SIME Popoli               | Serie C (D3) |
| Serie C (D3)         | AC Audace          | 1 - 0      | Mantoue Sportiva          | Serie C (D3) |
| Serie C (D3)         | AC Pavese LB       | 3 - 4      | AC Vigevano               | Serie B (D2) |
| Serie C (D3)         | GS Galbani         | 2 - 1      | Plaisance Sportiva        | Serie C (D3) |
| Serie C (D3)         | US Pontedera       | 4 - 2      | SAFFA Fucecchio           | Serie C (D3) |
| Serie C (D3)         | AS Potenza         | 2 - 0      | AS Manfredoine            | Serie C (D3) |
| Serie C (D3)         | AC Ravenne         | 4 - 2      | SPL Alma Juventus Fano    | Serie C (D3) |
| Serie C (D3)         | GSF Rovigo         | 2 - 0      | US Forlimpopoli           | Serie C (D3) |
| Serie C (D3)         | AC Savone          | 3 - 1      | Polisportiva Valpolcevera | Serie C (D3) |
| Serie C (D3)         | AC Lecco           | 1 - 0      | GS Isotta Fraschini       | Serie C (D3) |
| Match rejoué         |                    |            |                           |              |
| Serie C (D3)         | AC Sienne          | 1 - 0      | US Grosseto               | Serie C (D3) |

### Premier tour
| Division             | Club                          | Score      | Club                    | Division     |
| -------------------- | ----------------------------- | ---------- | ----------------------- | ------------ |
| Serie C (D3)         | AC Asti                       | 3 - 0      | AS Cusiana              | Serie C (D3) |
| Serie C (D3)         | US Bagnolese                  | 4 - 4 a.p. | AS L'Aquila             | Serie C (D3) |
| Serie C (D3)         | Acqui US                      | 3 - 2 a.p. | Pignerol FC             | Serie C (D3) |
| Serie C (D3)         | AC Audace                     | 2 - 1      | GSF Rovigo              | Serie C (D3) |
| Serie C (D3)         | AS Biellese                   | 4 - 2      | AS Casale               | Serie C (D3) |
| Serie C (D3)         | US Cagliari                   | 1 - 1 a.p. | MATER                   | Serie C (D3) |
| Prima Divisione (D4) | USF Catanzarese               | 0 - 2      | AFC Catane              | Serie C (D3) |
| Serie C (D3)         | Polisportiva Manlio Cavagnaro | 1 - 2      | AC Savone               | Serie C (D3) |
| Serie C (D3)         | AS Cosenza                    | 0 - 2      | USF Salernitana         | Serie C (D3) |
| Serie C (D3)         | US Fiumana                    | 2 - 3      | DA Ampelea Conservifici | Serie C (D3) |
| Serie C (D3)         | AS Forlì                      | 1 - 1 a.p. | AC Carpi                | Serie C (D3) |
| Serie C (D3)         | US Imperia                    | 1 - 2 a.p. | AC Andrea Doria         | Serie C (D3) |
| Serie C (D3)         | AS Lecce                      | 2 - 1      | AC Stabia               | Serie C (D3) |
| Serie C (D3)         | DA Marzotto Valdagno          | 3 - 0      | AC Udinese              | Serie C (D3) |
| Serie C (D3)         | Parme AS                      | 0 - 2      | Plaisance Sportiva      | Serie C (D3) |
| Serie C (D3)         | US Sempre Avanti              | 2 - 0      | USVP Viareggio          | Serie C (D3) |
| Prima Divisione (D4) | AC Pistoia                    | 0 - 2      | Dopolavoro Empolese     | Serie C (D3) |
| Serie C (D3)         | SS Ponziana                   | 3 - 0      | AS Pro Gorizia          | Serie C (D3) |
| Serie C (D3)         | AS Potenza                    | 3 - 2      | US Foggia               | Serie C (D3) |
| Serie C (D3)         | AC Prato                      | 3 - 0      | AC Sienne               | Serie C (D3) |
| Serie C (D3)         | Pro Patria et Libertate USB   | 4 - 2      | AC Monza                | Serie C (D3) |
| Serie C (D3)         | AC Ravenne                    | 3 - 2      | AS Jesi                 | Serie C (D3) |
| Serie C (D3)         | AC Reggiana                   | 1 - 0      | AS Fanfulla             | Serie C (D3) |
| Serie C (D3)         | US Libertas Rimini            | 3 - 1      | AC Macerata             | Serie C (D3) |
| Serie C (D3)         | AS Seregno                    | 3 - 1      | GS Falck                | Serie C (D3) |
| Serie C (D3)         | SPAL                          | 3 - 1      | ES Francesco Baracca    | Serie C (D3) |
| Serie C (D3)         | AC Vado                       | 2 - 0      | AC Entella              | Serie C (D3) |
| Serie C (D3)         | Varèse Sportiva               | 2 - 1      | AC Crema                | Serie C (D3) |
| Serie C (D3)         | AFC Vicence                   | 2 - 0      | AC Trévise              | Serie C (D3) |
| Serie C (D3)         | AC Legnano                    | 1 - 2      | GS SIAI Marchetti       | Serie C (D3) |
| Serie B (D2)         | AC Vigevano                   | 5 - 3      | AC Lecco                | Serie C (D3) |
| Matches rejoués      |                               |            |                         |              |
| Serie C (D3)         | MATER                         | 4 - 0      | US Cagliari             | Serie C (D3) |
| Serie C (D3)         | AS L'Aquila                   | 3 - 0      | US Bagnolese            | Serie C (D3) |
| Serie C (D3)         | AC Carpi                      | 3 - 0      | AS Forlì                | Serie C (D3) |

### Deuxième tour
| Division     | Club                        | Score      | Club                 | Division     |
| ------------ | --------------------------- | ---------- | -------------------- | ------------ |
| Serie C (D3) | DA Ampelea Conservifici     | 0 - 2      | SS Ponziana          | Serie C (D3) |
| Serie C (D3) | AC Asti                     | 2 - 4      | Acqui US             | Serie C (D3) |
| Serie C (D3) | AS Biellese                 | 3 - 1 a.p. | AC Andrea Doria      | Serie C (D3) |
| Serie C (D3) | AC Carpi                    | 0 - 1      | AC Reggiana          | Serie C (D3) |
| Serie C (D3) | AFC Catane                  | 3 - 1      | AS Potenza           | Serie C (D3) |
| Serie C (D3) | AS L'Aquila                 | 1 - 0      | MATER                | Serie C (D3) |
| Serie C (D3) | Plaisance Sportiva          | 0 - 1      | GS SIAI Marchetti    | Serie C (D3) |
| Serie C (D3) | US Pontedera                | 4 - 3      | Dopolavoro Empolese  | Serie C (D3) |
| Serie C (D3) | AC Prato                    | 4 - 1      | US Sempre Avanti     | Serie C (D3) |
| Serie C (D3) | Pro Patria et Libertate USB | 4 - 0      | AS Seregno           | Serie C (D3) |
| Serie C (D3) | US Libertas Rimini          | 5 - 2 a.p. | AC Ravenne           | Serie C (D3) |
| Serie C (D3) | USF Salernitana             | 2 - 0      | AS Lecce             | Serie C (D3) |
| Serie C (D3) | SPAL                        | 3 - 1      | DA Marzotto Valdagno | Serie C (D3) |
| Serie C (D3) | AFC Vicence                 | 2 - 1      | AC Audace            | Serie C (D3) |
| Serie B (D2) | AC Vigevano                 | 0 - 1      | Varèse Sportiva      | Serie C (D3) |
| Serie C (D3) | AC Savone                   | 3 - 2 a.p. | AC Vado              | Serie C (D3) |

### Troisième tour
| Division     | Club                  | Score      | Club                        | Division     |
| ------------ | --------------------- | ---------- | --------------------------- | ------------ |
| Serie B (D2) | US Anconitana-Bianchi | 3 - 0      | AC Messine                  | Serie B (D2) |
| Serie C (D3) | AS Biellese           | 0 - 4      | AC Brescia                  | Serie B (D2) |
| Serie B (D2) | Modène Calcio         | 8 - 0      | US Libertas Rimini          | Serie C (D3) |
| Serie B (D2) | AC Novare             | 6 - 1      | Pro Patria et Libertate USB | Serie C (D3) |
| Serie B (D2) | AC Palerme            | 4 - 1      | AFC Catane                  | Serie C (D3) |
| Serie C (D3) | US Pontedera          | 4 - 3      | AC Pise                     | Serie B (D2) |
| Serie C (D3) | AC Prato              | 1 - 3      | AS L'Aquila                 | Serie C (D3) |
| Serie B (D2) | US Pro Verceil        | 1 - 2      | Alexandrie US               | Serie B (D2) |
| Serie C (D3) | USF Salernitana       | 2 - 2 a.p. | AS Tarente                  | Serie B (D2) |
| Serie C (D3) | AC Savone             | 5 - 2      | Acqui US                    | Serie C (D3) |
| Serie C (D3) | GS SIAI Marchetti     | 2 - 1 a.p. | AC Reggiana                 | Serie C (D3) |
| Serie C (D3) | SPAL                  | 1 - 0      | AC Padoue                   | Serie B (D2) |
| Serie B (D2) | AC Spezia             | 2 - 1      | US Sanremese                | Serie B (D2) |
| Serie C (D3) | Varèse Sportiva       | 4 - 2      | US Cremonese                | Serie B (D2) |
| Serie B (D2) | AFC Venise            | 3 - 1      | SS Ponziana                 | Serie C (D3) |
| Serie C (D3) | AFC Vicence           | 2 - 0      | AC Vérone                   | Serie B (D2) |
| Match rejoué |                       |            |                             |              |
| Serie B (D2) | AS Tarente            | 3 - 0      | USF Salernitana             | Serie C (D3) |

### Seizièmes de finale
| Division        | Club                  | Score      | Club                 | Division     |
| --------------- | --------------------- | ---------- | -------------------- | ------------ |
| Serie A (D1)    | Atalanta BC           | 3 - 0      | US Livourne          | Serie A (D1) |
| Serie B (D2)    | AC Novare             | 1 - 1 a.p. | Alexandrie US        | Serie B (D2) |
| Serie A (D1)    | AC Naples             | 2 - 0      | AC Palerme           | Serie B (D2) |
| Serie B (D2)    | US Anconitana-Bianchi | 3 - 5 a.p. | US Bari              | Serie A (D1) |
| Serie A (D1)    | AC Ligurie            | 1 - 1 a.p. | AC Fiorentina        | Serie A (D1) |
| Serie C (D3)    | Varèse Sportiva       | 0 - 2      | Milan AS             | Serie A (D1) |
| Serie C (D3)    | SPAL                  | 1 - 0      | US Lucchese Libertas | Serie A (D1) |
| Serie B (D2)    | AC Spezia             | 2 - 4      | AC Torino            | Serie A (D1) |
| Serie B (D2)    | Modène Calcio         | 2 - 3      | GS SIAI Marchetti    | Serie C (D3) |
| Serie B (D2)    | AFC Venise            | 2 - 1      | US Triestina         | Serie A (D1) |
| Serie A (D1)    | Juventus              | 4 - 1      | AS L'Aquila          | Serie C (D3) |
| Serie C (D3)    | US Pontedera          | 1 - 3 a.p. | AS Rome              | Serie A (D1) |
| Serie A (D1)    | AS Ambrosiana-Inter   | 5 - 2      | AFC Vicence          | Serie C (D3) |
| Serie A (D1)    | Bologne AGC           | 4 - 1      | AS Tarente           | Serie B (D2) |
| Serie A (D1)    | SS Lazio              | 0 - 1      | AC Brescia           | Serie B (D2) |
| Serie C (D3)    | AC Savone             | 2 - 3      | AC Gênes 1893        | Serie A (D1) |
| Matches rejoués |                       |            |                      |              |
| Serie B (D2)    | Alexandrie US         | 2 - 0      | AC Novare            | Serie B (D2) |
| Serie A (D1)    | AC Fiorentina         | 2 - 3 a.p. | AC Ligurie           | Serie A (D1) |

### Huitièmes de finale
| Division        | Club                | Score      | Club          | Division     |
| --------------- | ------------------- | ---------- | ------------- | ------------ |
| Serie B (D2)    | AFC Venise          | 1 - 1 a.p. | Atalanta BC   | Serie A (D1) |
| Serie A (D1)    | Juventus            | 1 - 0      | Alexandrie US | Serie B (D2) |
| Serie A (D1)    | AC Naples           | 4 - 2 a.p. | AS Rome       | Serie A (D1) |
| Serie A (D1)    | AS Ambrosiana-Inter | 5 - 1      | US Bari       | Serie A (D1) |
| Serie A (D1)    | AC Ligurie          | 0 - 0 a.p. | Milan AS      | Serie A (D1) |
| Serie A (D1)    | Bologne AGC         | 4 - 1      | SPAL          | Serie C (D3) |
| Serie C (D3)    | GS SIAI Marchetti   | 0 - 1 a.p. | AC Torino     | Serie A (D1) |
| Serie B (D2)    | AC Brescia          | 3 - 1 a.p. | AC Gênes 1893 | Serie A (D1) |
| Matches rejoués |                     |            |               |              |
| Serie A (D1)    | Milan AS            | 3 - 0      | AC Ligurie    | Serie A (D1) |
| Serie A (D1)    | Atalanta BC         | 2 - 1      | AFC Venise    | Serie B (D2) |

### Quarts de finale
| Division     | Club       | Score | Club                | Division     |
| ------------ | ---------- | ----- | ------------------- | ------------ |
| Serie A (D1) | Juventus   | 6 - 0 | Atalanta BC         | Serie A (D1) |
| Serie A (D1) | AC Naples  | 0 - 2 | AS Ambrosiana-Inter | Serie A (D1) |
| Serie B (D2) | AC Brescia | 2 - 6 | AC Torino           | Serie A (D1) |
| Serie A (D1) | Milan AS   | 2 - 0 | Bologne AGC         | Serie A (D1) |

### Demi-finale
| Division     | Club      | Score      | Club                | Division     |
| ------------ | --------- | ---------- | ------------------- | ------------ |
| Serie A (D1) | Juventus  | 2 - 0      | AS Ambrosiana-Inter | Serie A (D1) |
| Serie A (D1) | Milan AS  | 2 - 2 a.p. | AC Torino           | Serie A (D1) |
| Match rejoué |           |            |                     |              |
| Serie A (D1) | AC Torino | 3 - 2 a.p. | Milan AS            | Serie A (D1) |

### Finale
| Division     | Club      | Aller | Total | Retour | Club     | Division     |
| ------------ | --------- | ----- | ----- | ------ | -------- | ------------ |
| Serie A (D1) | AC Torino | 1 - 3 | 2 - 5 | 1 - 2  | Juventus | Serie A (D1) |